# Шлехінг
Шлехінг (нім. Schleching) — громада в Німеччині, розташована в землі Баварія. Підпорядковується адміністративному округу Верхня Баварія. Входить до складу району Траунштайн.
Площа — 45,17 км2. Населення становить 1856 ос. (станом на 31 грудня 2020).